# إدوارد تشاو
إدوارد تشاو (بالصينية: 周嘉賢) هو متزلج فني صيني، ولد في 3 سبتمبر 1987 في هونغ كونغ البريطانية في المملكة المتحدة.

## وصلات خارجية
- إدوارد تشاو على موقع الاتحاد الدولي للتزلج (الإنجليزية)